# Конституция Берлина
Конституция Берлина — основной закон немецкой федеральной земли Берлин. Современный вариант конституции был принят Берлинской палатой представителей 8 июня 1995 года и одобрен жителями Берлина во время референдума 22 октября 1995 года.

## История
Берлинская конституция 1995 г. заменила конституцию 1 сентября 1950 года. Существенные отличия от старого варианта находились во втором разделе, где было увеличено количество основных прав. Также введенён запрет на дискриминацию. В Разделе III  расширены права членов Европарламента, была учреждена должность сотрудника по защите данных. Раздел V учредил право на организацию всенародных референдумов. Наконец, Раздел VII заложил основу для Конституционного Суда Берлина.
Конституция 1950 г. провозглашала свой суверенитет на всей территории Берлина, в том числе на восточную часть города.

## Содержание
Берлинская конституция 1995 г. состоит из 9 разделов и 101 статьи.
Предисловие конституции:

«В стремлении защитить свободу и право каждого человека, демократически организовать общество и экономику и служить духу социального прогресса Берлин, столица объединённой Германии составила следующую конституцию.»
Список разделов:
- I Основные принципы
- II Основные права, цели государства
- III Народное представительство (Берлинская палата представителей)
- IV Правительство (Сенат Берлина)
- V Законодательство
- VI Администрация
- VII Правосудия
- VIII Финансовая система
- IX Переходные и заключительные положения